# Österrike i Eurovision Song Contest 2016

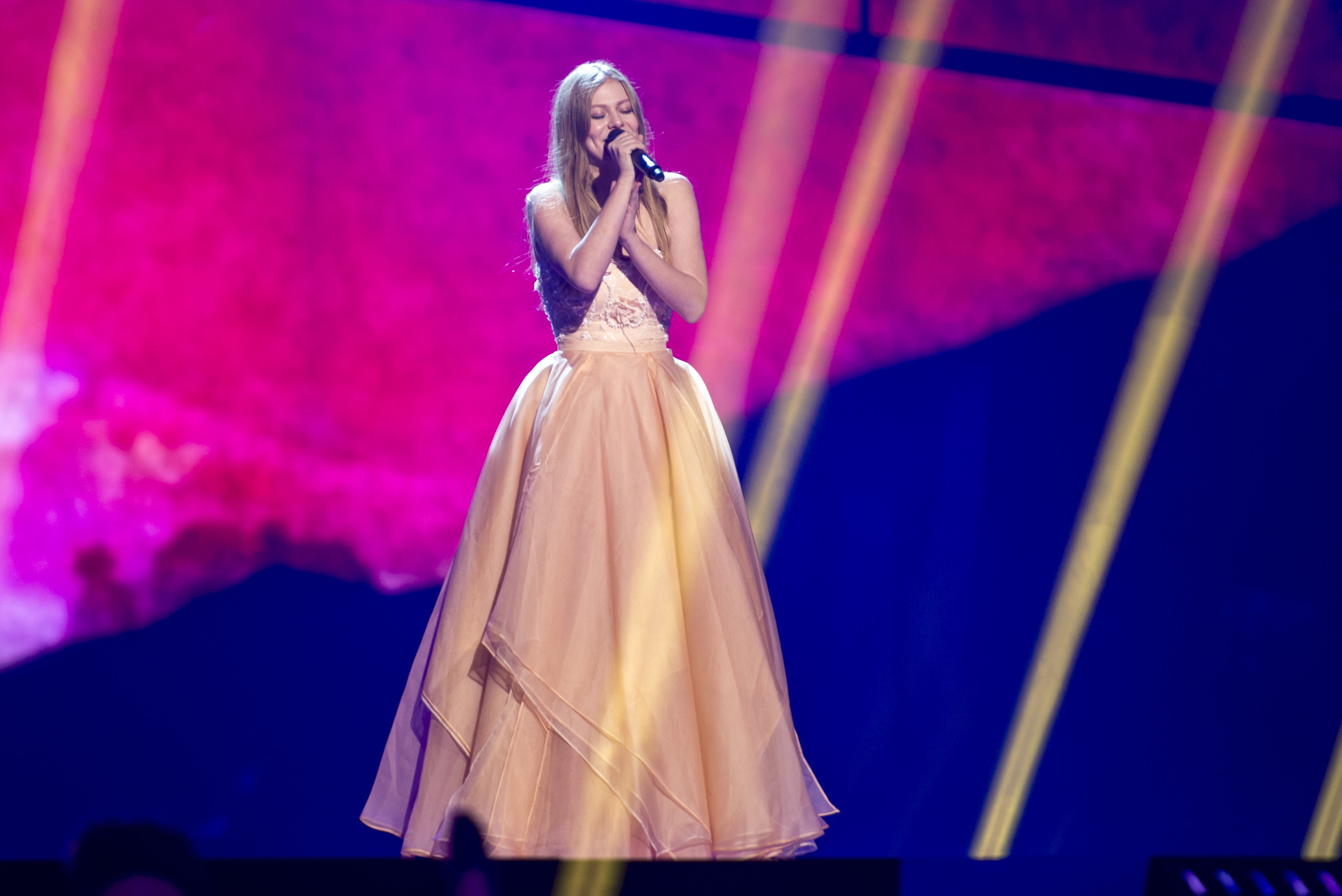

Österrike deltog i Eurovision Song Contest 2016 i Stockholm, Sverige. Deras bidrag valdes genom den nationella finalen Wer singt für Österreich?, som anordnades av det österrikiska TV-bolaget Österreichischer Rundfunk (ORF). Landet representerades av Zoë med låten "Loin d'ici"

## Bakgrund
Den 14 september bekräftade Österrike sitt deltagande.

## Format
Wer singt für Östrreich? (svenska: Vem sjunger för Österrike?) var den nationella finalen som valde Österrike bidrag till Eurovision Song Contest 2016. Tävlingen ägde rum den 12 februari 2016 på ORF Center i Wien. Programledare finalen var Andi Knoll och Alice Tumler. Tio artister och låtar tävlade i finalen där en offentlig telefonröstning och en panel av experter valde en vinnare. Expertjuryn bestod av Conchita Wurst, Edita Malovčić (Madita), Christian Ude  och Julie Frost.

## Facebook Wildcard
Nio av de tio artisterna nominerades av musikexperten Eberhard Forcher, som samarbetade med ORF:s ESC-team som leddes av ORF:s chefredaktör Stefan Zechner. De nio artisterna som valts ut att tävla i den nationella finalen avslöjades den 11 januari 2016. Den tionde artisten valdes genom ett Facebook-baserat val. För jokervalet uppmanade ORF alla intresserade artister att lämna sina ansökningar mellan 17 november och 11 december 2015. Alla bidrag granskades av ORF:s Eurovisionsteam och publicerades på deras Facebook-sida. Vid utgången av tidsfristen hade ORF fått in 37 ansökningar. ORF nominerade sedan fem bidrag. De nominerade bidragen deltog i en 24-timmars omröstning online som inleddes den 14 januari 2016. Bidraget som fått flest Facebook-gillanden valdes för att tävla i den nationella finalen. Låten "The One" framförd av AzRaH blev vinnaren av omröstningen med 7168 Facebook-gillanden.
| Artist                              | Sång                | Kompositör                       |
| ----------------------------------- | ------------------- | -------------------------------- |
| AzRaH                               | "The One"           | Azra Halilović                   |
| David Siedl feat. Madelene & MC Vio | "Wah Wah Whine"     | David Siedl, MC Vio              |
| Laura Kamhuber                      | "Stay Tonight"      | Ylva Persson, Linda Persson      |
| Ola Egbowon                         | "Addicted"          | Ola Egbowon                      |
| Sara Koell                          | "Closer To The Sun" | Philipp van het Veld, Sara Koell |

## Finalen
Bidragen med guldbakgrund tog sig vidare till superfinalen
| Nr | Artist                        | Sång                       |
| -- | ----------------------------- | -------------------------- |
| 1  | Vincent Bueno                 | "All We Need Is that Love" |
| 2  | LiZZA                         | "Psycho"                   |
| 3  | Orry Jackson                  | "Pieces in a Puzzle"       |
| 4  | Elly V                        | "I'll Be Around (Bounce)"  |
| 5  | Lia                           | "Runaway"                  |
| 6  | Céline Roscheck & Farina Miss | "Sky is the Limit"         |
| 7  | AzRaH                         | "The One"                  |
| 8  | Sankil Jones                  | "One More Sound"           |
| 9  | Bella Wagner                  | "Weapons Down"             |
| 10 | Zoë                           | "Loin d'ici"               |

## Superfinalen
| Artist | Sång                      | Plats |
| ------ | ------------------------- | ----- |
| Elly V | "I'll Be Around (Bounce)" | 2     |
| Zoë    | "Loin d'ici"              | 1     |

## Under ESC
Österrike deltog i SF1 där de nådde finalen. I finalen hamnade de på 13:e plats med 151 poäng.